# The Hoople
The Hoople es el séptimo y último álbum de estudio de la banda inglesa Mott the Hoople. Fue publicado el 22 de marzo de 1974 por el sello discográfico CBS Records.

## Recepción de la crítica
Un escritor no especificado de Record World le otorgó el certificado de “Hit of the Week”, y lo elogió el “estilo único de Mott”. Un escritor no especificado de Billboard escribió: “A diferencia de muchos roqueros que deciden agregar un poco de sofisticación, los cambios aquí funcionan de maravilla. Está, por supuesto, la familiar guitarra resonante y la voz de puro rock de Ian Hunter y la fina guitarra de Ariel Bender. Pero también hay algunas voces femeninas de fondo excelentes, algunas canciones lentas excelentes que muestran una sensibilidad que antes faltaba en el grupo y una selección completa de material de primera calidad perfectamente espaciado a lo largo del set y diseñado para atraer el gusto de cada fan del rock. Es posible que Hunter todavía suene como Dylan en algunos momentos, pero al fin y al cabo, este debería ser el LP reconocido como el momento en que Mott se destaca”. Un escritor no especificado de la revista Cash Box escribió: “Las letras de Ian Hunter continúan mostrando la contundente introspección de Dylan en su mejor momento y son una parte importante del éxito de la banda”.

## Lista de canciones
Todas las canciones escritas y compuestas por Ian Hunter, excepto donde esta anotado. 
| Lado uno |                                   |          |  |
| N.º      | Título                            | Duración |  |
| 1.       | «The Golden Age of Rock 'n' Roll» | 3:23     |  |
| 2.       | «Marionette»                      | 5:03     |  |
| 3.       | «Alice»                           | 5:26     |  |
| 4.       | «Crash Street Kidds»              | 4:29     |  |

| Lado dos |                                 |          |  |
| N.º      | Título                          | Duración |  |
| 1.       | «Born Late '58» (Overend Watts) | 3:58     |  |
| 2.       | «Trudi's Song»                  | 4:25     |  |
| 3.       | «Pearl 'n' Roy (England)»       | 4:25     |  |
| 4.       | «Through the Looking Glass»     | 4:44     |  |
| 5.       | «Roll Away the Stone»           | 3:08     |  |

## Créditos y personal
Créditos adaptados desde las notas de álbum de The Hoople.
Mott the Hoople
- Ariel Bender – guitarra líder, voces
- Dale Griffin – batería
- Ian Hunter – guitarra rítmica, voces
- Overend Watts – bajo eléctrico, voces
- Morgan Fisher – teclados, sintetizador

Músicos adicionales
- Howie Casey – saxofón tenor
- Jock McPherson – saxofón barítono y tenor
- Graham Preskett – violín, orquestación
- Barry St. John, Sue and Sunny – coros

Personal técnico
- Ian Hunter – productor
- Dale Griffin – productor
- Overend Watts – productor
- Mike Dunne – ingeniero de audio
- Paul Hardiman – ingeniero de audio
- Bill Price – mezclas
- Sean Milligan – mezclas
- Gary Edwards – mezclas
- Peter Swettenham – mezclas
- Dan Loggins – supervisor de producción
- Roslav Szaybo – concepto de embalaje, diseño
- John Brown – fotografía
- Kari-Ann Muller – modelo

## Posicionamiento
| Gráfica (1974)                             | Pico de posición |
| ------------------------------------------ | ---------------- |
| Canadá (RPM Top Albums)                    | 28               |
| Estados Unidos (Billboard Top LP's & Tape) | 28               |
| Noruega (VG-lista)                         | 11               |

## Certificaciones y ventas
| País              | Certificación | Ventas  |
| ----------------- | ------------- | ------- |
| Reino Unido (BPI) | Oro           | 100 000 |